# ازمی اسکوالر
ازمی اسکوالر (به انگلیسی: Esmé Squalor) یکی از شخصیت‌های مجموعه کتاب‌های مجموعه حوادث ناگوار نوشته لمونی اسنیکت است. او دوست دختر کنت الاف و همسر سابق جروم اسکوالر است‌.
خانهٔ ان‌ها در خیابان تاریک قرار داشت. در کتاب از او زنی قد بلند و باریک و بسیار مغرور یاد شده‌است. ازمی هنگامی که بچه‌ها را به خانهٔ بسیار بزرگ خود می آورد با آن‌ها بسیار بد رفتاری می‌کند و به ان‌ها کت و شلوارهای بسیار بلندی می‌دهد. ازمی همیشه دنبال مد روز است به همین دلیل هر چیزی که مد شد می‌گوید که توئه یا بیرونه از اصطلاحات مد روز استفاده می‌کند. مثلاً زمانی که بچه‌ها را به خانهٔ خود می آورد. به آن‌ها می‌گوید که فقط و فقط برای این که بچه‌ها توئن (مد هستند) شما را به خانهٔ خود اورده‌ام. بعدها معلوم می‌شود که ازمی اسکوالر در اصل هم‌دست «کنت الاف» است.

## پیشینه
و ازمی را هم که بفهمی نفهمی اصلاً نمی‌دیدند. آنها می‌دانستند که او از صبح سرکار می‌رود و عصرها به خانه برمی‌گردد. اما وقتی او در خانه بود هم به ندرت چشمشان به ششمین معاون مالی مهم شهر می‌افتاد. انگار اعضای جدید خانواده را پاک از یاد برده بود و ترجیح می‌داد این ور آن ور خانه لم دهد تا وقتش را با آنها بگذراند. اما برای بچه‌ها مهم نبود ازمی در چه حال باشد آنها نمی‌خواستند درباره اینکه چه چیز تو بود و چه چیز بیرون با او گفتگو کنند.

آسانسور قلابی، لمونی اسنیکت
در آسانسور قلابی آقای پو سرپرستی بودلرها را به ازمی و همسرش جروم اسکوالر
می‌سپارد. در پایان کتاب در می‌یابیم ازمی با کنت الاف همدست بوده است و در آخر وقتی هویت او مشخص می‌شود همراه کنت الاف فرار می‌کند.
در دهکده شوم با کلانتری را آشنا می‌شویم که بی درنگ ما را به یاد رفتار سرد و خود خواهانه ازمی می‌اندازد و در کتاب هفتم در می‌یابیم که کلانتر لوسنیا، خود ازمی بوده است. ازمی دوباره با کنت الاف فرار می‌کند. جنایت ازمی در این کتاب پرتاب نیزه به قصد کشت از یک اسلحه نیزه انداز می‌باشد.
در بیمارستان خطرناک ازمی خود را به شکل یک دکتر کرده و وارد عمل جراحی خطرناکی برای ویولت بودلر می‌شود. او در این کتاب هویت کلاوس و سانی را در می‌یابد.
در سیرک مرگبار ازمی به همراه کنت الاف به سیرک کالیاری می‌رود تا در آنجا پیشگویی به نام مادام لولو را ببیند. لولو در گذشته دوست کنت الاف بوده و ازمی نسبت به او حسادت می‌ورزد. او کولت، هوگو و کوین را مجبور می‌کند تا مادام لولو را به کشتن دهند و در آخر به خواسته خود می‌رسد.
در آبشار یخ زده از ازمی مورد خاصی دیده نمی‌شود بجز لباس عجیبش. لباسی از شعله‌های رنگارنگ که خود با افتخار می‌گوید که دزدی است. حرف مشکوک بی ما را به فکر می‌اندازد که این لباس از بئاتریس دزدیده شده باشد. کار دیگر او در این کتاب قبولی کارملیتا اسپاتس به عنوان فرزندخوانده خود می باشد.
در غار غم‌انگیز ازمی کارملیتا را لوس‌تر از همیشه بار می‌آورد. او همچنین تعداد زیادی بچه می‌دزدد.
در کتاب خطر ماقبل آخر ازمی به دنبال شخصی به نام (جی، اس) می‌گردد و در مصاحبه‌ای با جرالدین جولین خود را لو می‌دهد که چرا به هتل آمده. هر چند که بعداً اشتباهش را درست می‌کند و قول یک مهمانی بزرگ را می‌دهد. تمام این رازها جلوی چشم ویولت مو به مو تعریف می‌شوند. این کتاب آخرین کتابی است که ازمی اسکوالر و دخترش کارملیتا اسپاتس در آن حضور دارند. زیرا به جدایی بین کنت الاف و ازمی ختم می‌شود. با این حال سؤال مهم ما درباره ازمی این جا مطرح می‌شود: آیا ازمی و کارملیتا توانستند از آتش‌سوزی دینومان نجات یابند؟